# Katedra Notre-Dame w Tournai
Katedra Notre-Dame w Tournai (fr. Cathédrale Notre-Dame de Tournai) – kościół rzymskokatolicki, położony w centrum Tournai w południowo-zachodniej, walońskiej części Belgii; katedra diecezji Tournai.
Uchodzi za najwspanialszą katedrę w Belgii.

## Historia
Historia katedry sięga czasów króla Franków Chlodwiga I, który przyjął chrześcijaństwo w 496 i mniej więcej w tym czasie ufundował kościół w Tournai, które było stolicą jego imperium. Budowę nadzorował biskup Tournai, św. Eleuteriusz. W IX w. kościół Chlodwiga został przebudowany na bazylikę.
W 881 podczas najazdów wikingów kościół został zburzony, po czym odbudowano go. W 1066 zburzony ponownie. W 1092 założono opactwo św. Marcina w Tournais.
W XI w. rozpoczęto budowę obecnej katedry w stylu romańskim według projektu podobnego do planów katedr w Spirze i Wormacji. W XI w. wzniesiono nawę główną, a w latach 1150–1250 7 wież katedralnych, z których zachowało się do dziś 5. Zewnętrzne wieże mają po 83 m wysokości. W 1171 świątynia otrzymała wezwanie Najświętszej Maryi Panny. W latach 40. XIII w. francuscy mistrzowie budowlani zbudowali w miejsce dotychczasowego romańskiego gotyckie prezbiterium o długości prawie równej długości nawy głównej. Jest ono wysokie na 33 m a szerokie na 30 m. Wokół absydy zbudowano wieniec 5 kaplic. Nawę od prezbiterium oddziela olbrzymie, marmurowe lektorium. Renesansowe meble wykonał Cornelis de Vrient (1514–1575).
Gdy do miasta dotarła fala reformacji, wiele rzeźb zniszczono. W 1566 z katedry zabrano i zniszczono szereg dokumentów, w tym akt nadania sporządzony przez ojca Chlodwiga, króla Childeryka I.
Po raz kolejny katedra ucierpiała, gdy przez Tournai w 1794 przeszły oddziały francuskich rewolucjonistów.
W latach 1850–1860 katedra pod kierunkiem Lemaistre’a d’Astaign przeszła gruntowną renowację; m.in. odnowiono maswerki i uzupełniono witraże. Udało się zachować pierwotny nastrój katedry wzmacniając harmonijne połączenie stylu romańskiego z gotyckim.
Katedra była restaurowana również po drugiej wojnie światowej.
W grudniu 2000 została wpisana na listę Listę Światowego Dziedzictwa Kulturowego i Przyrodniczego Ludzkości.

## Architektura

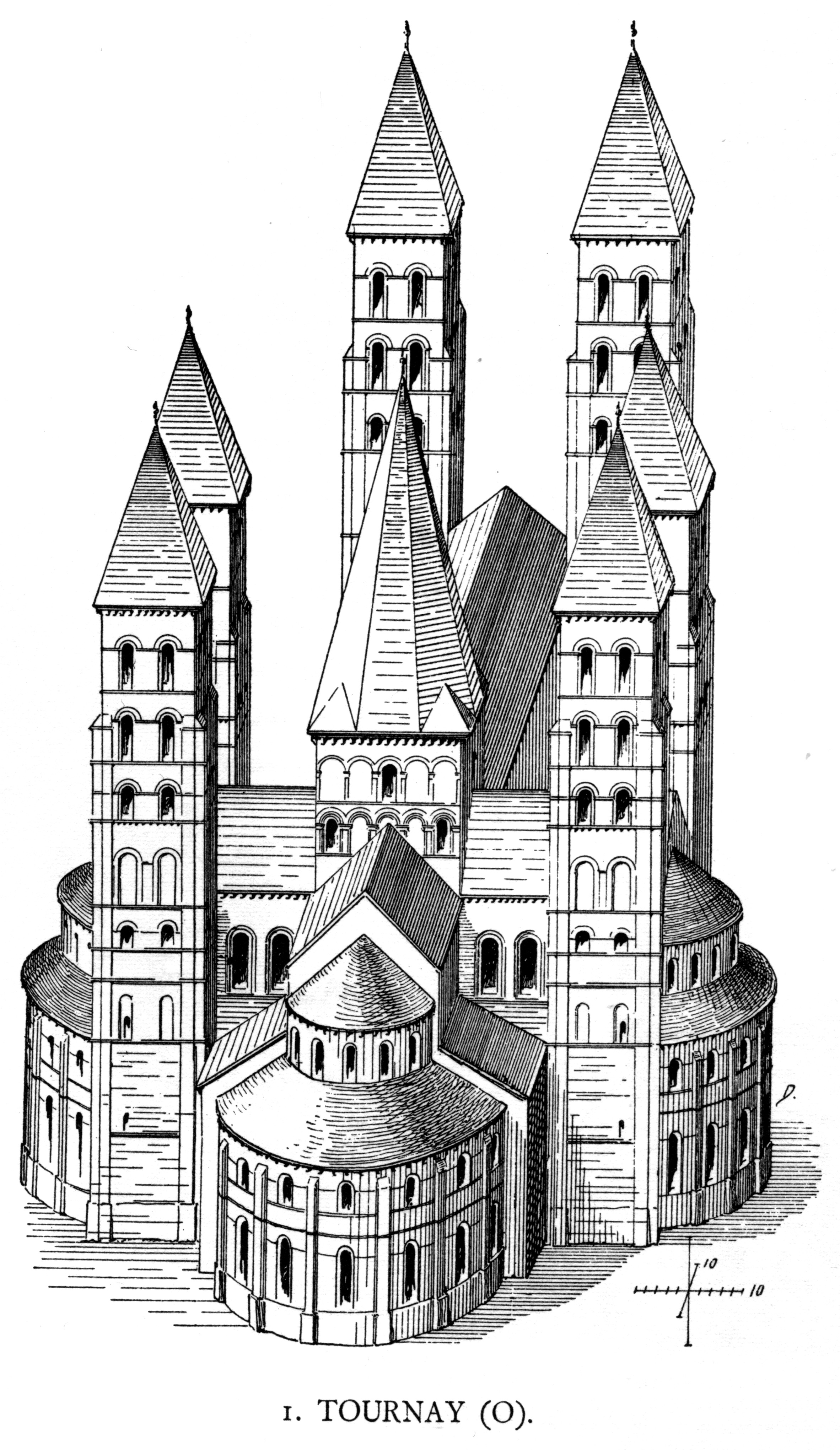
Rekonstrukcja pierwotnego wyglądu katedry z wieżami w fasadzie zachodniej (niezrealizowanymi)

Katedra Notre-Dame leży w sercu Starego Miasta w Tournai, nieopodal lewego brzegu Skaldy. Jest oddzielona od staromiejskiej zabudowy szeregiem ulic, placów i ogrodów z wyjątkiem strony zachodniej, gdzie jej fronton wychodzi na Place de l’Evêché.
Architektonicznie katedra jest wynikiem trzech okresów budowy, widocznych w jej bryle: romańskie nawy, gotyckie prezbiterium i zbudowany w stylu przejściowym transept, którego najbardziej charakterystycznym elementem jest zespół 5 wież-dzwonnic. Długość katedry wynosi 134 m.

### Nawy

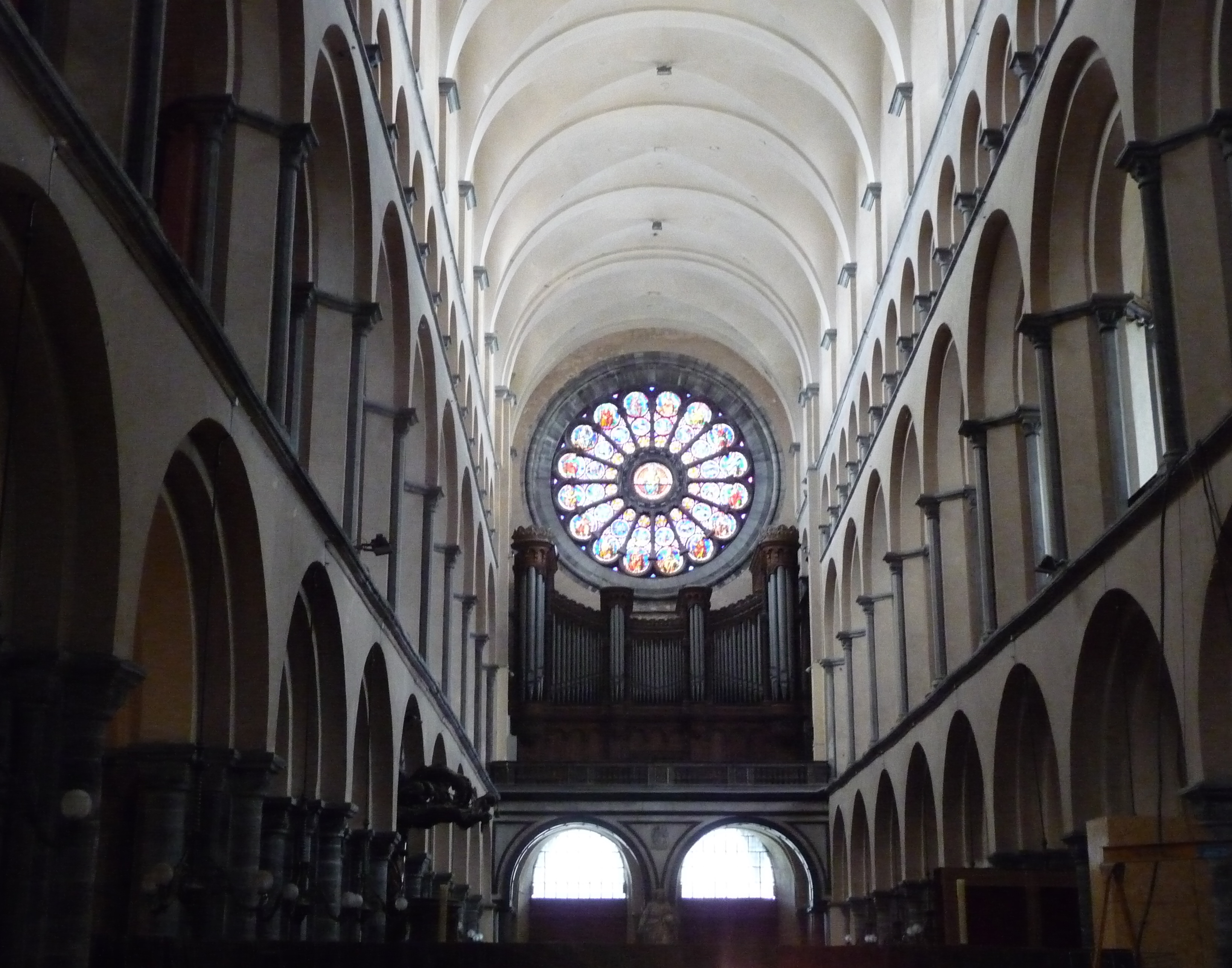
Wnętrze katedry.

Romańska, dziewięcioprzęsłowa nawa główna o długości ponad 48 m, jest flankowana przez nawy boczne. W architekturze nawy wyróżnić można 4 poziomy. Dolny poziom stanowią długie ciągi półokrągłych łuków spoczywających na masywnych, okrągłych, bogato dekorowanych filarach. Na nimi biegnie ciąg galerii otwierających się do nawy głównej; ich filary, dekorowane smukłymi kolumnami, są prostsze w kompozycji. Trzeci poziom to rytmiczny ciąg fałszywych tryforiów, zbudowanych z półokrągłych arkad, po dwie w każdym przęśle, przedzielonych krótkimi kolumnami dekorowanymi pilastrami. Każda z arkad pierwotnie zawierała wnękę, obecnie zamurowaną. Ostatni poziom tworzą okna, zapewniające oświetlenie nawy głównej, przekrytej, podobnie jak nawy boczne, sklepieniem krzyżowym.
Fasadę zachodnią stanowi ostrołukowa kruchta z podwójnym portalem. Niższe partie fasady są dekorowane rzeźbami z XIV–XVII w. przedstawiającymi sceny ze Starego Testamentu, epizody z historii miasta oraz postacie świętych. Wyższą kondygnację stanowi ciąg wnęk, nad którymi znajduje się wielka neoromańska rozeta. Całość założenia wieńczy szczyt flankowany dwiema zaokrąglonymi wieżyczkami, ozdobionymi kolumienkami.

### Transept
Szeroki na 67 m transept jest w całości przekryty sklepieniem wachlarzowym. Na końcach jego ramion znajdują się wieloboczne, trzykondygnacyjne apsydy flankowane dwiema wieżami, zwieńczonymi spiczastymi hełmami; od strony północnej są to wieże Brunina i św. Jana, a od południowej La Treille i Maria. Wieże składają się z siedmiu kondygnacji i prezentują bogactwo rozwiązań architektonicznych charakterystycznych dla okresu przejściowego między romanizmem a gotykiem. Nad prostokątnym skrzyżowaniem naw wznosi się sześciokondygnacyjna wieża zwana Pontoise zwieńczona latarnią otoczoną czterema mniejszymi wieżyczkami. Architektura transeptu przypomina architekturę nawy głównej: składa się również z czterech poziomów: półokrągłych arkad, wyższych niż te w nawie głównej, wspartych na kolumnach, tryforium i wysokich okien, pomiędzy którymi znajdują się kolumny podtrzymujące sklepienie.

### Prezbiterium
Siedmioprzęsłowe, gotyckie, długie na 58 m prezbiterium jest przekryte ostrołukowym sklepieniem i zakończone wieloboczną apsydą, podobną do apsyd transeptu, przekrytą sklepieniem oktagonalnym. W apsydzie znajdują się kaplice. Zewnętrzne ściany prezbiterium to ciąg wysokich, gotyckich okien przedzielonych kolumnami, o które wspierają się skarpy tworzące system przyporowy budowli. Każda kolumna zwieńczona jest smukłym pinaklem.

## Galeria

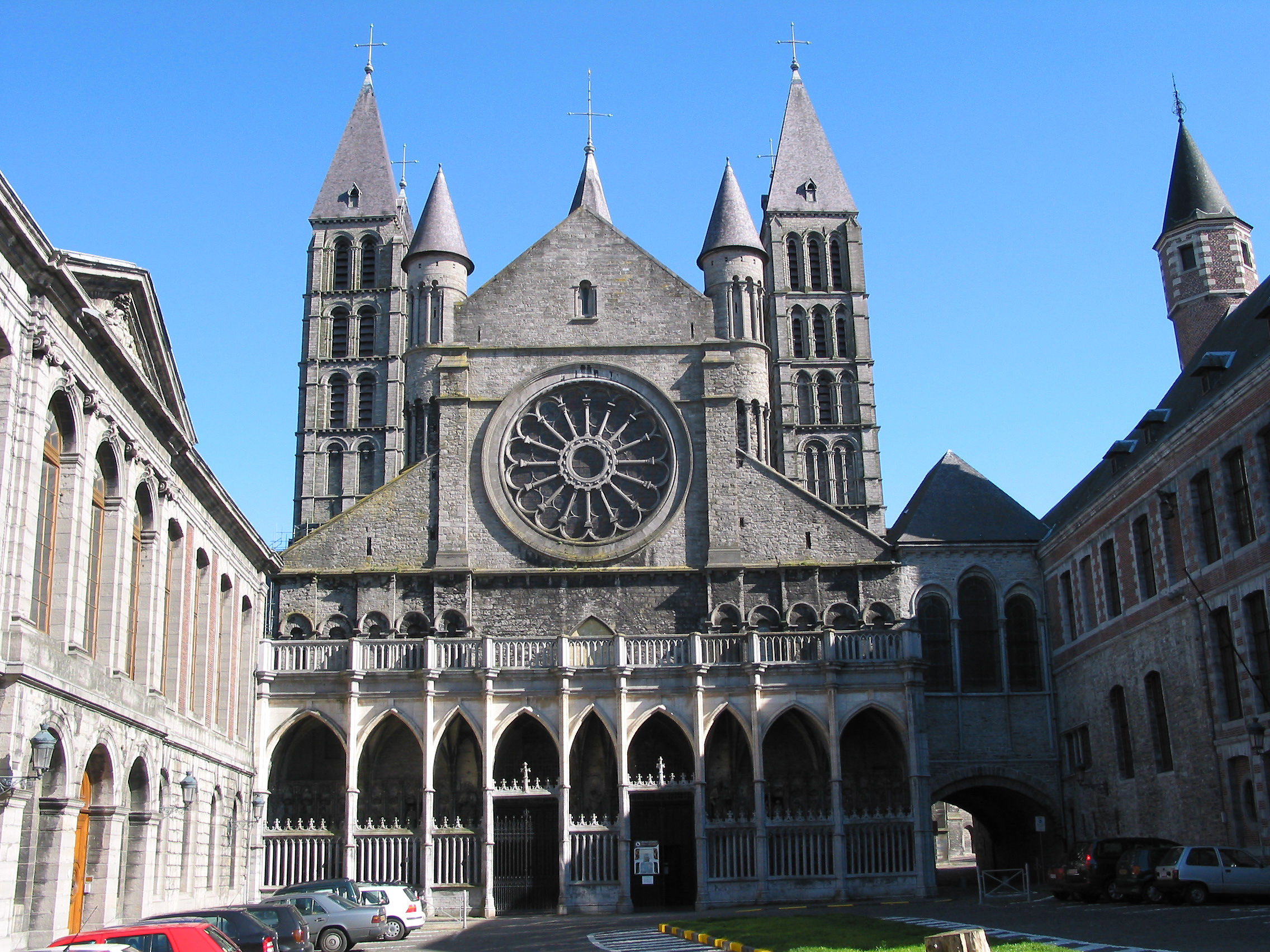
Fasada zachodnia katedry z rozetą.
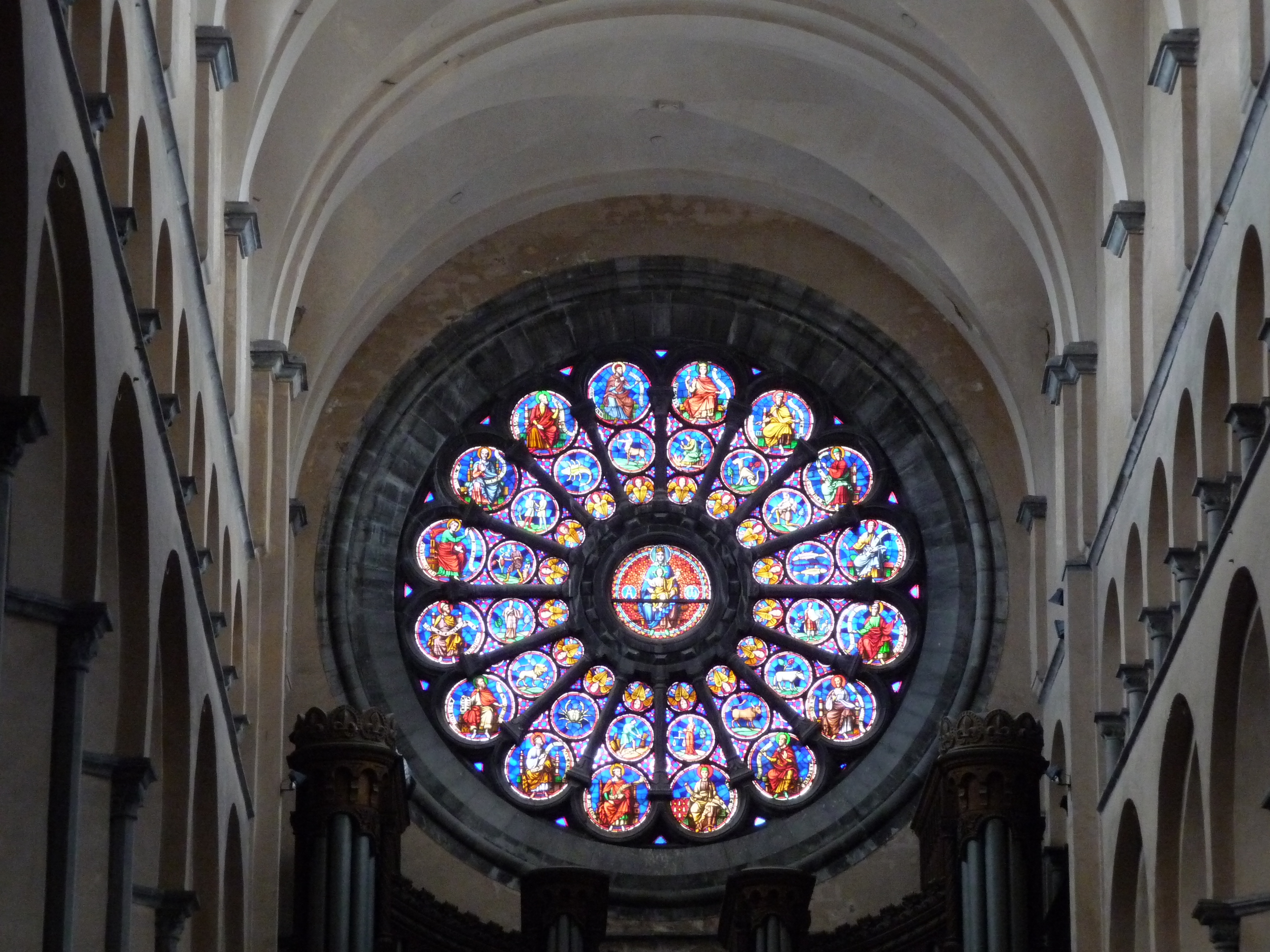
XIX-wieczna rozeta w fasadzie zachodniej.
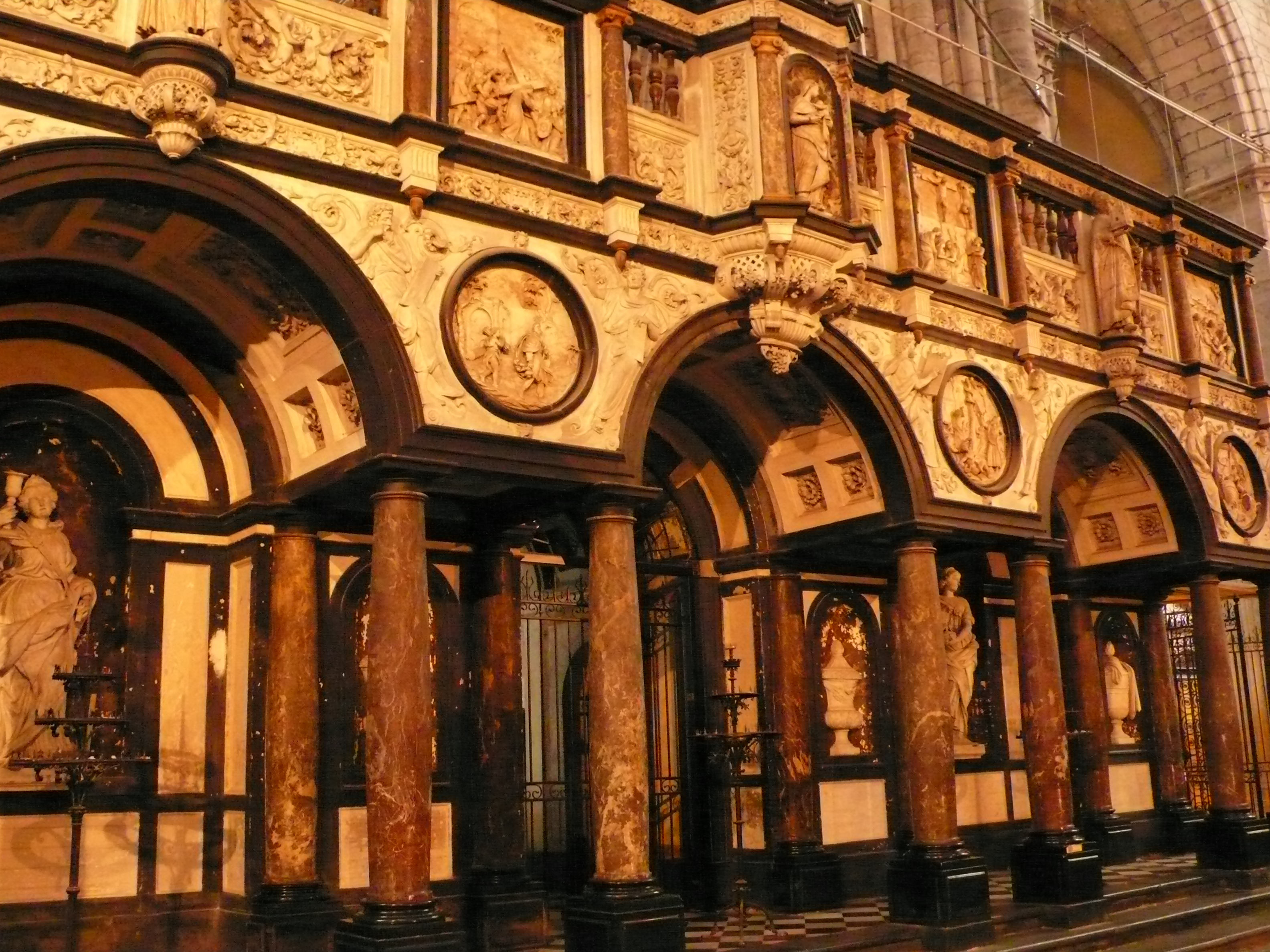
Lektorium oddzielające nawę od prezbiterium.
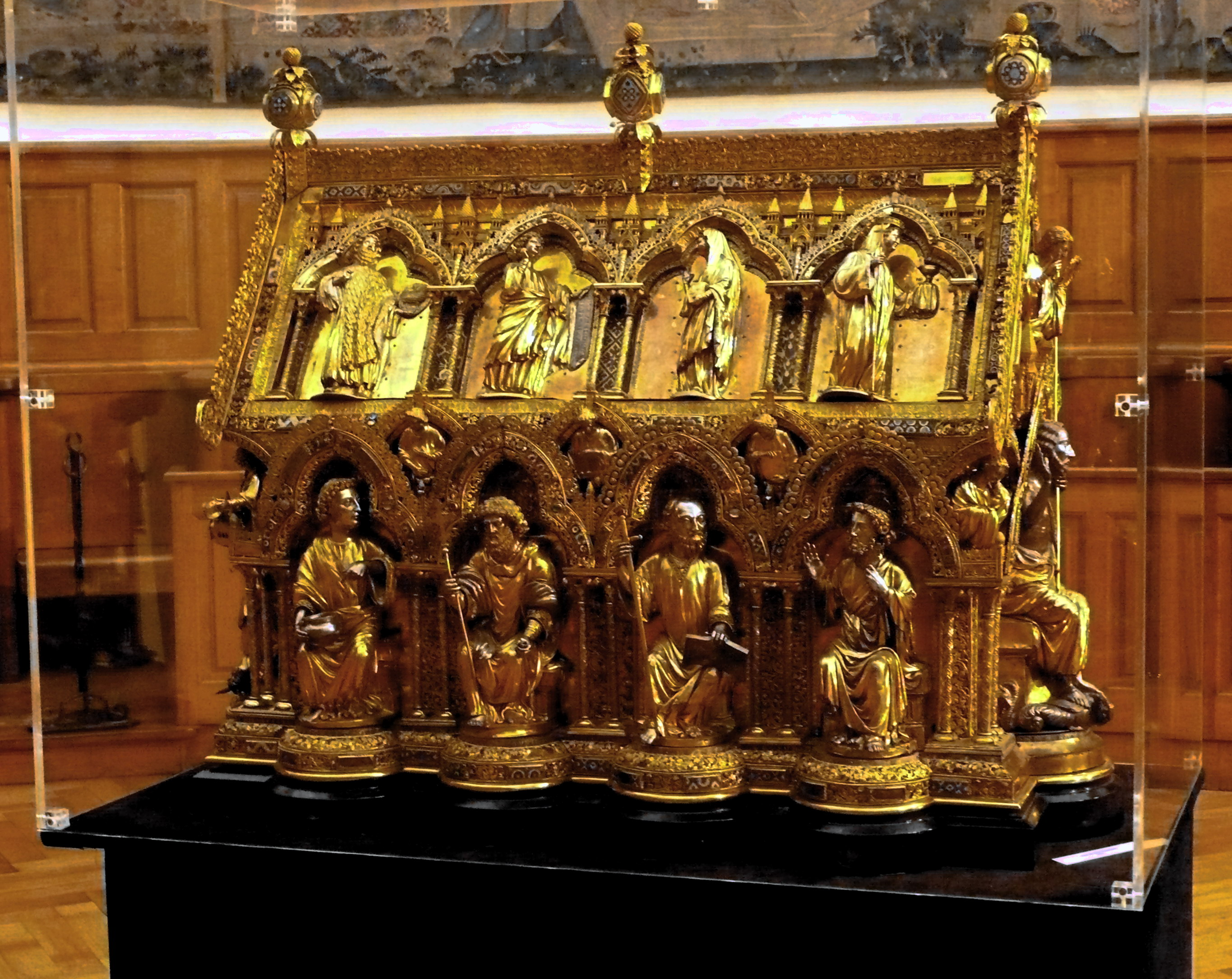
Relikwiarz św. Eleuteriusza z Tournai.